# 전일본민주의료기관연합회
전일본민주의료기관연합회(일본어: 全日本民主医療機関連合会 젠니혼민슈이료키칸렌고카이[*])는 일본의 의료기관들로 구성된 사회운동단체다. 일본공산당 계열로, 공산당 계열 노총인 전노련 회관에 본부가 입주하고 있다. 약칭 민의련(일본어: 民医連 민이렌[*]).
1953년 6월 7일 결성되었다. 강령에서 스스로를 “무차별・평등한 의료와 복지의 실현을 목표하는 조직”이라고 규정한다. 2020년 1월 현재 병원 142개소・진료소 489개소・치과진료소 80개소・보험약국 351개소・약재진료재료센터 33개소・간호돌봄학교 8개소・검사센터 2개소・방문간호스테이션 246개소・돌봄노인보건시설 52개소・재택돌봄지원센터 24개소・특별양호노인홈 37개소・침구소 3개소・연구소 2개소・헬퍼스테이션 47개소・그룹홈 23개소・재택돌봄복지관계시설 215개소・케어하우스 11개소・기타 13개소 등 일본 전국 47개 도도부현의 1782개 사업소가 가맹하고 있다. 가맹기관들의 직원 수는 총계 8만 2,807명에 이른다. 병상수는 총계 24,806개로 일본적십자사와 후생련에 이어 3위다.
전일본민의련은 각 의료기관들이 가맹하는 도도부현별 민의련의 연합조직이다. 민의련에 가맹한 각 의료기관은 각각 개별 법인으로서 경영되고 있으며, 출자・경영 양태도 다양하다.
이념을 공유하는 의료기관 네트워크로서 각지 가맹기관 직원들이 모여 학습회, 교류회, 연구회 등을 개최하고 행정이나 국회의원에게 압력행사 등도 실시한다. 또한 사회보장 내실화 운동, 평화추구 운동도 한다.
재해지역 의료원조 활동에도 적극적이라 한신·아와지 대진재, 동일본 대지진 때 1만 명이 넘는 민의련 의사・간호사・약사들이 활동했다. 코로나19 사태에서도 민의련 계열 병의원들이 무료・저액 진료사업을 실시하였다.
또한 민의련은 전국보험의단체연합회(보단련), 일본의료복지생활협동조합연합회(의료복지생협련), 일본의료노동조합연합회(의노련), 신일본의사협회(신의협)과 연계하여 의료단체연락회의(의단련)을 결성하고 있다. 동시에 중앙사회보장추진협의회(중앙사보협)에도 전국 민의협으로서 가맹하고 있다.